# Night in the Ruts
Night in the Ruts ist das sechste Studioalbum der US-amerikanischen Hard-Rock-Band Aerosmith. Es erschien im November 1979 bei Columbia Records.

## Entstehung
Das Album wurde in zwei Studios in New York City, Mediasound und The Record Plant, eingespielt. Dabei wurde während der Aufnahmen Produzent Jack Douglas durch Gary Lyons ersetzt. Zudem verließ Gitarrist Joe Perry die Band während der Sessions, sodass er nur bei sechs der Songs auf dem Album zu hören ist. Brad Whitford spielte gemeinsam mit den Studiomusikern Richie Supa, Neil Thompson und Jimmy Crespo die verbleibenden Stücke ein. Crespo ersetzte Perry dann auch in der Folge bis 1984. Dem sich immer noch dem Drogenkonsum hingebenden Sänger Steven Tyler gelang es nicht, die Texte rechtzeitig fertigzustellen, was auch ein Grund für Perrys Ausstieg nach einem Streit der beiden am 28. Juli 1979 war. Zu diesem Zeitpunkt befand sich die Band auf einer vom Label bereits vorab gebuchten Tour in Cleveland, Ohio, ohne das Album – das eigentlich bereits im Juni 1979 veröffentlicht werden und den Titel Off Your Rocker tragen sollte – fertiggestellt zu haben. Erst im November 1979 konnte es dann schließlich erscheinen.

## Titelliste
| Nr. | Titel                                                      | Autor(en)               | Länge |
| --- | ---------------------------------------------------------- | ----------------------- | ----- |
| 1.  | No Surprize                                                | Steven Tyler, Joe Perry | 4:25  |
| 2.  | Chiquita                                                   | Tyler, Perry            | 4:24  |
| 3.  | Remember (Walking in the Sand) (Cover von The Shangri-Las) | Shadow Morton           | 4:04  |
| 4.  | Cheese Cake                                                | Tyler, Perry            | 4:15  |

| Nr. | Titel                                      | Autor(en)                                | Länge |
| --- | ------------------------------------------ | ---------------------------------------- | ----- |
| 1.  | Three Mile Smile                           | Tyler, Perry                             | 3:42  |
| 2.  | Reefer Head Woman (Cover von Jazz Gillum)  | Joe Bennett, Jazz Gillum, Lester Melrose | 4:01  |
| 3.  | Bone to Bone (Coney Island White Fish Boy) | Tyler, Perry                             | 2:59  |
| 4.  | Think About It (Cover von The Yardbirds)   | Keith Relf, Jimmy Page, Jim McCarty      | 3:34  |
| 5.  | Mia                                        | Tyler                                    | 4:14  |

## Rezeption

### Charts und Chartplatzierungen
| ChartsChartplatzierungen       | Höchstplatzierung | Wochen |
| ------------------------------ | ----------------- | ------ |
| Vereinigte Staaten (Billboard) | 14 (19 Wo.)       | 19     |

### Auszeichnungen für Musikverkäufe
| Land/Region               | Auszeichnungen für Musikverkäufe (Land/Region, Auszeichnung, Verkäufe) | Verkäufe  |
| ------------------------- | ---------------------------------------------------------------------- | --------- |
| Kanada (MC)               | Gold                                                                   | 50.000    |
| Vereinigte Staaten (RIAA) | Platin                                                                 | 1.000.000 |
| Insgesamt                 | 1× Gold · 1× Platin ·                                                  | 1.050.000 |

Hauptartikel: Aerosmith/Auszeichnungen für Musikverkäufe